# Puerto Caicedo
Puerto Caicedo es un municipio de Colombia, situado en el sur del país, en el departamento de Putumayo, cerca de la frontera con Ecuador. Se encuentra situado a 64 km de la capital del departamento, Mocoa. La población se fundó en las primeras décadas del siglo XX, convirtiéndose en municipio en 1992.

## Geografía
El Municipio de Puerto Caicedo se encuentra ubicado a 64 KM al sur de Mocoa y a 25 KM de Pto Asís, Limita:

### Límites del municipio
Norte: Partiendo de la confluencia del río San Juan con el río conejo, en línea recta imaginaria con rumbo a noroeste , hasta encontrar la desembocadura del río juanambu, agua arriba hasta la confluencia del río remolino, de este en línea recta imaginaria con rumbo N90E hasta encontrar el cauce mayor del río Caimán
Oriente: Con el río caimán aguas a bajo hasta su confluencia con el río picudo grande.
Sur: Desde la confluencia del río caimán con el río picudo grande, línea recta con dirección SW hasta en contra la desembocadura del río Orito en el río Putumayo.
Occidente: Desde la desembocadura del río Orito en el río Putumayo hasta encontrar la intersección de la línea limítrofe del municipio de Orito, de este punto en línea recta con rumbo a NE, hasta la desembocadura de la quebrada sardina en el río San Juan agua arriba hasta su confluencia con el río conejo. Punto de partida.
Extensión total: 864.4 km² equivale al 3.38% del departamento del Putumayo km²
Extensión área urbana: 1.45 km²
Extensión área rural: 862.95 km²
Altitud de la cabecera municipal: 271.928 m s. n. m. (según placa NP 38
Temperatura media: 24 °C
Distancia de referencia: Caicedo se encuentra ubicado a 64 km al sur de Mocoa y a 25 km de Puerto Asís

## División Político-Administrativa
Además de su Cabecera municipal. Puerto Caicedo tiene bajo su jurisdicción los siguientes Centros poblados:
- El Cedral
- El Venado
- Las Vegas
- San Pedro
- Villaflor

## Historia
Fecha de fundación: 14 de marzo de 1921
Nombre del/los fundador (es): Luis Del Castillo, Octaviano Jaramillo, Antonio Portilla, María Sagrario Valderrama medina, Julio César Pascuaza Usama y Luis Mora Bastidas
Cuando el camino de herradura llegó a Puerto Asís, en junio de 1931, se incrementó el comercio y la entrada de colonos. En la década de los 40, las personas que viajaban entre Puerto Umbría y Puerto Asís y viceversa se hospedaban donde la señora Romelia Valderrama, en Peña Colorada. Hacia el año de 1947 el trayecto Puerto Umbría -El Achiote era despoblado, vivían pocas personas blancas, el resto, eran indígenas con cusma y se adornaban con plumas Construida la colonia penal, además de los presos, llegaron los guardianes de los prisioneros. Posteriormente durante la construcción de la carretera, trayecto La Joya-El Achiote, arribaron las familias de los presos. "Donde hoy es el colegio José Antonio Galán había un ranchito donde ellos se establecieron. En este sitio les apartaban espacios para que vivan las esposas, hijas e hijos de los prisioneros mientras trabajaban en la construcción de la carretera" En 1955, llega a El Conejo, el señor Segundo Ignacio Gualmatán y se traslada a El Achiote. Las viviendas algunas eran de guadua partida, otras de chonta o de tabla y los techos de paja, cartón o zinc". De esta manera, se inicia la colonización de El Achiote, y se perfila la fundación de Puerto Caicedo. Durante la construcción de la carretera, la localidad de El Achiote aumentó su población y cuando empezaron a entrar carros llegaron personas de Nariño y Cauca principalmente, algunas de ellas desplazadas por la violencia y otras en busca de tierras para cultivar. Todas las personas que ingresaron en esta época miraron que el terreno era apto para la construcción del pueblo, hicieron una reunión, formaron una junta, redactaron un memorial solicitando el terreno para construir viviendas, solicitaron el trazado de las calles y división de lotes al comisario. El progreso continuó y entre los señores Luis Del Castillo, Octaviano Jaramillo, Antonio Portilla y Luis Mora Bastidas adoptaron el nombre del campamento de Puerto Caicedo para el nombre del pueblo, teniendo en cuenta dos razones: por considerarse como un puerto sobre el río Putumayo y como reconocimiento al ingeniero payanés Juan María Caicedo Martínez (1910-2006), quién dirigió la construcción de la carretera que llegó hasta esta localidad y además fue el alcalde de Popayán. Establecido el pueblo se formó una junta de Acción Comunal para velar por el progreso de la región quienes buscaron llevar a inspección esta población, objetivo alcanzado mediante el decreto 038 de 1959 a los 12 días del mes de marzo, durante la administración del comisario Doctor José Félix Guerrero. Y así quedó legalizado el nombre de Puerto Caicedo. Este nuevo nombre tuvo su fase de transición. En el año de 1992, Puerto Caicedo se elevó a municipio mediante la ordenanza número 12 del 24 de noviembre, durante la administración del doctor Salvador Lasso.

## Himno
| Coro De pie y frente en alto te vamos a cantar excelso y bello encanto Caicedo sin igual Con voces de esperanza en paz y libertad honor justicia pauta se levanta la verdad |  | I La historia nos recuerda sublime realidad, valiente gente noble mi pueblo edificó Por selva impenetrable marcharon sin temor, para darnos tierra y vida arduo monte conquisto II Son el río y la selva del justo bendición, bienestar, sustento y goce de una hechida población, Señorío y belleza se levanta por doquier, abrazarte ya no basta demostrarte mi querer. |  | III Ya la noche se retira semillas la tierra van, germinar lo que perdura es el pensamiento ya. La riqueza de los campos A todos nos brindara, bienestar en lontananza el progreso surgirá IV Como heraldo siempre lleva caicedense la misión, firme empuña la bandera de cultura, ciencia y Dios Como eco se repita vamos todos a una voz, Caicedo lo identifica al poeta y su canción |  |  |

## Ecología

### Agua
Estado del recurso: disponibilidad y demandas
El Municipio de Puerto Caicedo dispone de un promedio anual aproximado de 3.025,4 millones de metros cúbicos de agua lluvia, que alimentan las 86.440 hectáreas de tierras que drenan a ríos, quebradas, cochas y otros humedales; por falta de información no se puede establecer la cantidad de agua subterránea para determinar la existencia total aproximada del recurso. La alta disponibilidad de agua se debe a la ubicación del municipio en el piedemonte amazónico, una de las zonas más húmedas del país; el recurso hídrico disponible es suficiente para satisfacer las necesidades básicas de la población. En la actualidad la demanda total anual de agua potable y para otros usos es de aproximadamente 728.744,4 m³, calculada con base en la población total proyectada por el DANE y un consumo promedio per cápita de 120 l/día.

### Bosque
Las tierras con cobertura vegetal arbórea abarcan aproximadamente 49.958,5 hectáreas, de las cuales 14.467,6 hectáreas equivalentes al 29%, se consideran para fines conservacionistas (bosques protectores) y 35.490.9 hectáreas para producción (bosques protectores-productores).
El Municipio de Puerto Caicedo tiene una importante área con cobertura arbórea en toda su geografía: al oriente entre los ríos Piñuña Blanco y Caimán se encuentra la mayor área boscosa protectora-productora, calculada en 20.165 hectáreas; al occidente, en los interfluvios río Putumayo-Vides-San Juan y río Putumayo-Orito, se encuentra un potencial de alrededor de 4.663 hectáreas de bosque protector-productor; y en la zona central del Municipio, principalmente entre los ríos Cocayá y Piñuña Blanco, existe un potencial de alrededor de 10.661 hectáreas.
Del total de bosque protector-productor, con algunos niveles iniciales de extracción del recurso (especialmente madera), se estima que 34.301,4 hectáreas están en condiciones de aprovechamiento durante los próximos 21 años. El resto, 1.189,5 hectáreas, se encuentra en un estado de degradación y baja productividad, haciéndose necesaria su restauración o recuperación natural para que a largo plazo pueda contribuir a la producción de madera y otros productos forestales

### Biodiversidad
En términos generales la biodiversidad hace referencia a la cantidad y variedad de ecosistemas, especies y genes de una determinada región. La información sobre ecosistemas, flora y fauna del Municipio de Puerto Caicedo es incipiente y fragmentaria.
A pesar de que se elucubra sobre una gran diversidad biológica por la ubicación geográfica del Municipio en una zona de transición entre el piedemonte y la llanura amazónica, la influencia del Refugio del Napo, sus variados ecosistemas terrestres y acuáticos, y de estos últimos el área considerable de ecosistemas lénticos y los innumerables lóticos, no se cuenta aún ni siquiera con un listado aproximado de las potencialidades que en tal sentido puede tener este ente territorial. 
No se conocen reportes sobre índices de diversidad que puedan ser referente del estado actual de los recursos.
En cuanto a fauna respecta, además de los condicionantes ambientales producto de la transformación de los ecosistemas, intrínsecamente tiene condicionantes ecológicos que la restringe en número y ubica en gran riesgo las opciones de sostenibilidad. 
Aproximaciones a las comunidades del oriente del Municipio han permitido listar algunos recursos vegetales de importancia según uso.
Causas y tendencias de los procesos de extinción de la diversidad biológica
Aunque no se conoce información concreta sobre la diversidad biológica municipal se presume que la transformación de los ecosistemas naturales por sistemas tecnológicos inapropiados, tendientes a la “adecuación” de áreas para la producción agropecuaria y asentamientos humanos, deteriora la diversidad biológica existente; del mismo modo las actividades conexas a la actividad antrópica, principalmente la demanda de productos del bosque (flora o fauna) para la comercialización, también contribuyen a su deterioro.
Sistemas actuales de conservación de la biodiversidad
En el Municipio, a pesar de la normatividad existente, a la fecha no se ha concretado una propuesta global de conservación in situ ni ex situ. Exeptúase el trabajo adelantado por ORGAFOMAPP-ECOPETROL-CORPOAMAZONIA(5) para la producción de boruga (Agouti paca) en la vereda Arizona, al oriente de Puerto Caicedo. Son inexistentes áreas protegidas, jardines botánicos, arboretums y zoológicos legalmente constituidos, sin embargo a nivel de finca se encuentran colecciones de plantas cultivadas y se proponen reservas naturales tal como se señala en el numeral de Ciencia y Tecnología. Los sistemas de conservación in vitro son totalmente desconocidos por las autoridades competentes.

### Ecosistemas estratégicos
El Municipio de Puerto Caicedo comparte con otros municipios, en su mayor parte, la responsabilidad del manejo de ecosistemas estratégicos, de los cuales se pueden citar:
Río Putumayo Navegación, pesca, agua para usos diferentes al consumo humano
Cuenca del río Vides	Navegación, pesca, caza, agua para usos diferentes al consumo humano, diversidad de flora y fauna
ORGAFOMAPP: Organización Agroforestal de Madereros del Picudo Putumayo
ECOPETROL:	 Empresa Colombiana de Petróleos
CORPOAMAZONIA:	 Corporación para el Desarrollo Sostenible del Sur de la Amazonia
Cuenca del río Cocaya	Pesca, agua para uso doméstico incluyendo el consumo humano, diversidad de fauna y flora
Cuenca del río Piñuña Blanco	Navegación, pesca, caza, agua para uso doméstico incluyendo el consumo humano, diversidad de fauna y flora
Cuenca del río Picudo	Navegación, pesca, caza, agua para uso doméstico incluyendo el consumo humano, diversidad de fauna y flora
Cuenca del río Caimán	Navegación, pesca, caza, agua para uso doméstico incluyendo el consumo humano, diversidad de fauna y flora

## Economía
Características socioeconómicas de la población
La problemática económica y ambiental del Municipio de Puerto Caicedo se fundamenta en la ocupación desordenada de los espacios, que menoscaba la base natural productiva. Los flujos migratorios en la búsqueda de mejores posibilidades, la impropiedad de la tierra, las condiciones de inseguridad por la presencia de diversos actores armados, la necesidad de dinero, la cultura de la coca y la falta de conocimiento de cómo actuar en el medio, son las causas responsables del desarraigo y la pobreza.
En el municipio de Puerto Caicedo a quienes más ha afectado el desempleo es a la población con Educación Secundaria y superior que de 2000 – al 2003 paso de 8.7% a 12.8% y de 5.9% a 17.7% respectivamente.
La alta tasa de deforestación 1.608 hectáreas/año
Área degradada 28.823 hectáreas
Nivele de coliformes en agua para consumo humano sobrepasan los permisibles
La limitada productividad de los suelos se pierde por la acelerada erosión
La pesca y fauna nativa disminuyan al ritmo del aniquilamiento de los demás recursos naturales, en especial de los bosques
Las actividades económicas básicas del Municipio corresponden a los siguientes sectores: la agricultura, la ganadería, el comercio, la educación, el sector servicios, el empleo público y en menor escala la manufactura y la minería. 
La economía rural del Municipio se fundamenta en la producción de coca, la que a su vez demanda un sinnúmero de productos químicos que son aplicados sin criterio técnico alguno, generando un alto grado de contaminación por el poder tóxico y los volúmenes utilizados en el área cocalera existente. La erradicación de los cultivos ilícitos mediante fumigaciones aéreas, han agravado considerablemente la contaminación en detrimento de la fauna y flora silvestres, cultivos y animales domésticos, aguas y pesca, y la salud de los habitantes de las áreas fumigadas, la agricultura de subsistencia, los recursos naturales y en los productos pecuarios, estos últimos basados en la acuicultura y la ganadería principalmente. 
Para el sector rural se cuenta con una serie de ofertas institucionales no concertadas desde el punto de vista municipal, dejando como resultado proyectos incompletos que no han hecho posible consolidar el sector en forma efectiva con el desarrollo municipal y departamental, situación que ha contribuido en el impacto negativo del entorno biótico, físico y socioeconómico.
Por su parte la economía del casco urbano se fundamenta en la venta de servicios. En general la industria legal es escasa, limitándose a la transformación de maderas, la fabricación de ladrillos, inicios de agroindustria de mermeladas basada en productos amazónicos, que al igual que el transporte son de baja escala.
Según el Sisben, el 77% de las casas son en madera burda, el 12% en bloque o ladrillo, el 8% en guadua y el 3% en otros materiales. Los techos predominantes son zinc (75%), desechos-cartón-lata (12%), paja o palma (7%) y teja (6%). El 74% de los pisos son en madera burda, el 19% en cemento, el 6% en tierra y el 1% en otros materiales. El 80% de las familias posee vivienda propia, el 5% arrienda y el 15% habita bajo otras formas de tenencia

## Vías de comunicación
Aéreas: No hay aeropuertos el más cercano se encuentra en el Municipio de Puerto Asís.
Terrestres:

### Vías urbanas
- Avenida 24 de Noviembre. Esta avenida que corresponde al actual corredor interregional se pretende recuperar para mejorar las condiciones paisajísticas y de flujo vehicular con un ancho promedio de calzada de 4.00 m a lado y lado y separador de 2.00 m al medio desde el puente de la quebrada El Achiote hasta la carrera 2.º; de estos límites al norte y sur y teniendo como límite el perímetro urbano la vía quedará configurada así: 4.50 m a lado y lado y 3.00 m de separador.

La adecuación y recuperación depende de la oportunidad y pronta construcción de la variante.
- Avenida del Río. Ocupa dentro del sistema vial propuesto el segundo lugar en importancia en razón a su gran utilidad para las veredas del costado occidental del Municipio; sus especificaciones incluyen una doble calzada de 4.00 m y un separador de 2.00 m.

- Avenida del Deporte. Esta avenida considerada la tercera en importancia dentro del sistema vial, integra el costado occidental del casco urbano y da funcionalidad a las nuevas áreas residenciales e infraestructura deportiva propuesta. Sus dimensiones al igual que las otras son de 10 m en total, 4.00 m para calzada y separador al medio de 2.00 m.

- Vías principales de acceso. De estas son de mencionar los accesos a la urbanización proyectada Villa del Castillo, cuyo acceso principal será 6.35 m para cada calzada y 2.00 m de separador, y el acceso al barrio Palermo cuyo ancho es de 4.00 m para cada calzada y 2.00 m de separador.

- Otras vías proyectadas. Las vías principales proyectadas en la zona de terminal de transporte y la zona industrial tendrán 10 m en total con separador de 2.00 m al medio.

- Vías actuales secundarias. Estas vías mantendrán su diseño al que se ajustarán las hasta ahora no configuradas.

### Fluviales
Se encuentra el río Putumayo y el río San Juan.